# Leuctra astridae
Leuctra astridae är en bäcksländeart som beskrevs av Alfred Byrd Graf 2005. Leuctra astridae ingår i släktet Leuctra och familjen smalbäcksländor. Inga underarter finns listade i Catalogue of Life.